# Хошун-Узурское сельское поселение
Се́льское поселе́ние «Хошун-Узурское» (бур. Хошуун Yзүүрын hомон) — муниципальное образование в Мухоршибирском районе Бурятии Российской Федерации.
Административный центр — улус Хошун-Узур.

## История
Статус и границы сельского поселения установлены Законом Республики Бурятия от 31 декабря 2004 года № 985-III «Об установлении границ, образовании и наделении статусом муниципальных образований в Республике Бурятия»

## Население
| 2002 | 2011 | 2012 | 2013 | 2014 | 2015 | 2016 |
| ---- | ---- | ---- | ---- | ---- | ---- | ---- |
| 598  | →598 | ↗599 | ↘589 | ↘569 | ↘566 | ↘560 |
| 2017 | 2018 | 2019 | 2020 | 2021 | 2023 | 2024 |
| ↘558 | →558 | →558 | ↘550 | ↘529 | ↘498 | ↘490 |

## Известные уроженцы
Доржиев Цырендаши Ринчинович (1912—1943)— советский снайпер, воевал на Северо-Западном фронте, уничтожил 297 немецких солдат и офицеров и один самолёт. Награжден Орденом Ленина (17 июня 1942 года) и медалью "За отвагу".

## Состав сельского поселения
| № | Населённый пункт | Тип населённого пункта       | Население |
| - | ---------------- | ---------------------------- | --------- |
| 1 | Харьястка        | улус                         | ↘100      |
| 2 | Хошун-Узур       | улус, административный центр | ↗500      |